# Claus Uhlrich

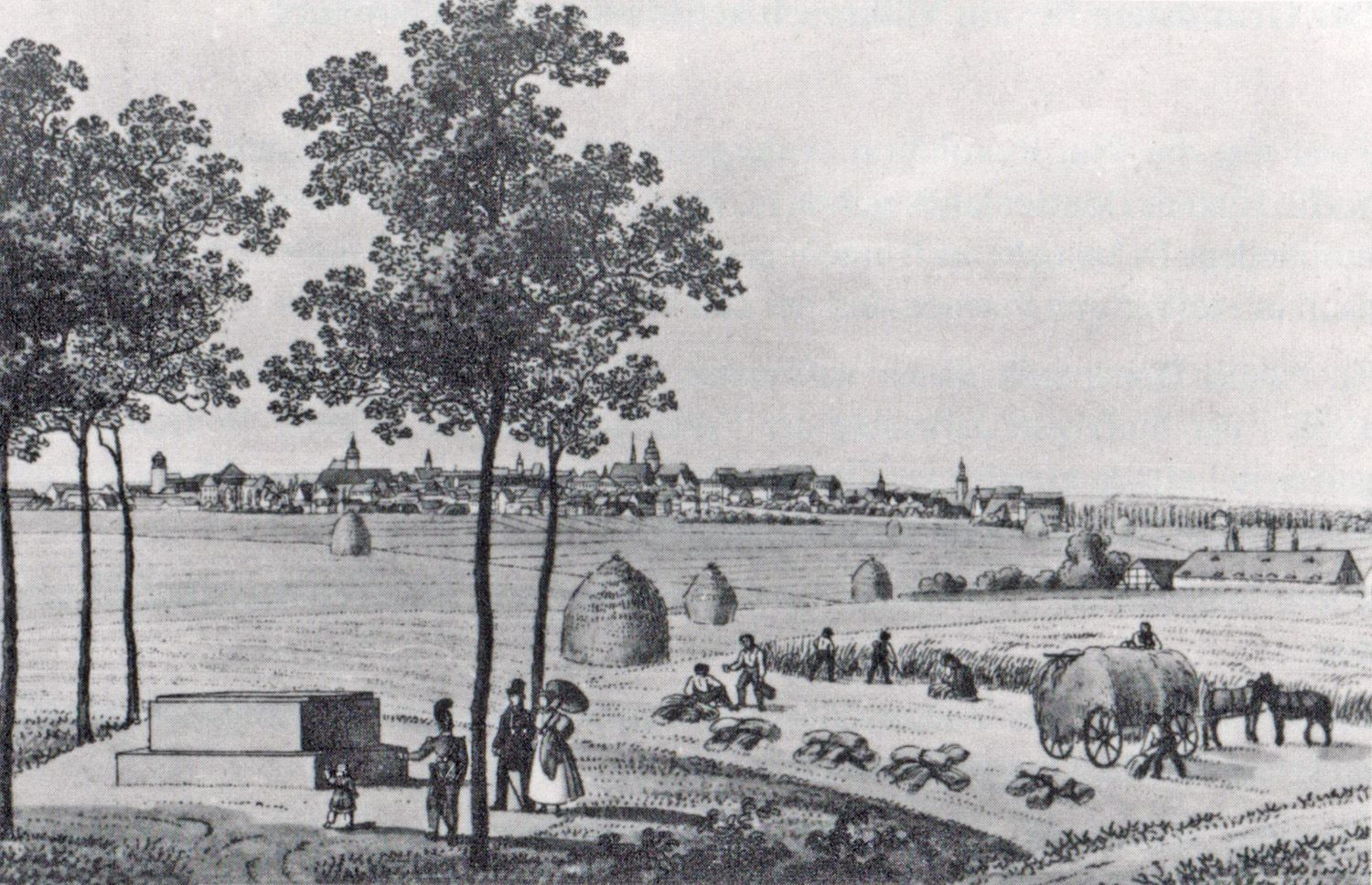
Der Grundstein für ein Völkerschlachtdenkmal auf dem Thonberg (ca.1880), aus Claus Uhlrich: Verschwunden: Schicksale Leipziger Denkmale, Gedenksteine und Plastiken, Verlagsbuchhandlung Bachmann Leipzig, Leipzig 1994, S. 26.

Claus Uhlrich (* 12. Mai 1930 in Chemnitz; † 3. November 2019 in Leipzig) war ein deutscher Germanist und Buchautor.

## Leben
Nach seinem Germanistikstudium in Leipzig arbeitete er als Lehrer für Deutsch in der Erwachsenenbildung, zuletzt am Herder-Institut in Leipzig. Uhlrich zählte 2008 zu den Gründungsmitgliedern der Paul-Benndorf-Gesellschaft zu Leipzig, wo er besondere Wertschätzung genoss. Er trat mit heimatgeschichtlichen Forschungen insbesondere zu Denkmalen in und um Leipzig durch zahlreiche Publikationen in die Öffentlichkeit.
Seine Bücher „Verschwunden – Schicksale Leipziger Denkmale, Gedenksteine und Plastiken“ bzw. „Die Toten mahnen – Kriegerdenkmale in und um Leipzig“ brachten ihm 2016 den "Sächsischen Landespreis für Heimatforschung" ein.